# Liste der Stolpersteine in der Provinz Brescia

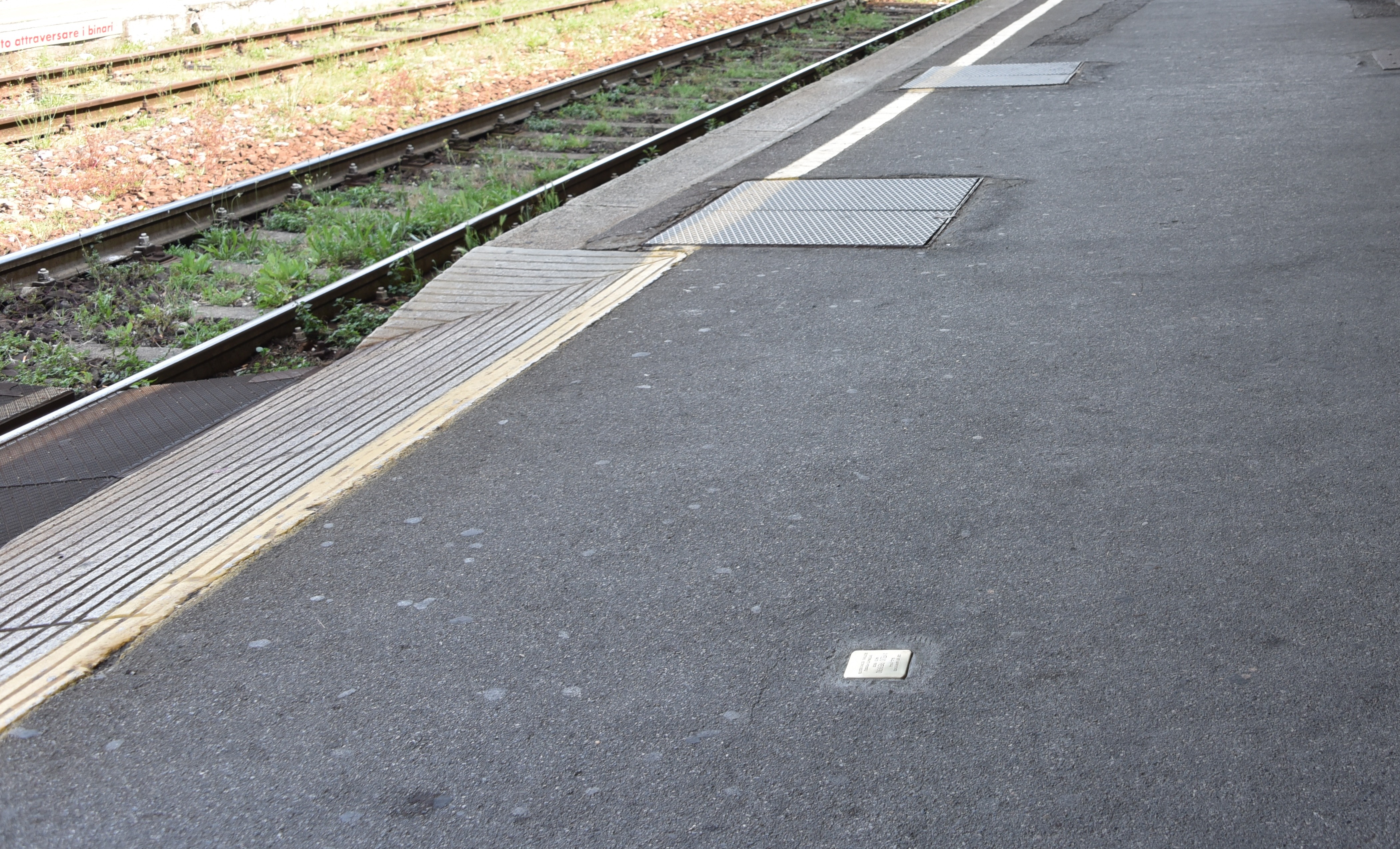
Stolperstein für Amelio Reggio am Bahnhof von Palazzolo sull’Oglio

Die Liste der Stolpersteine in der Provinz Brescia enthält die Stolpersteine, die vom Kölner Künstler Gunter Demnig in der Provinz Brescia verlegt wurden. Stolpersteine erinnern an das Schicksal der Menschen, die von den Nationalsozialisten ermordet, deportiert, vertrieben oder in den Suizid getrieben wurden. Sie liegen im Regelfall vor dem letzten selbstgewählten Wohnsitz des Opfers. Die ersten Verlegungen in der Region erfolgten am 23. November 2012 in Brescia. Die italienische Übersetzung des Begriffes Stolpersteine lautet: pietre d’inciampo.

## Verlegte Stolpersteine
Die Tabellen sind teilweise sortierbar; die Grundsortierung erfolgt alphabetisch nach dem Familiennamen.

### Adro
In Adro wurde ein Stolperstein verlegt.
| Stolperstein | Übersetzung | Verlegeort      | Name, Leben         |
| ------------ | --- | --------------- | ------------------- |
|              | HIER WOHNTE ATTILIO EMILIO MENA JG. 1911 MILITÄRGEFANGENER DEPORTIERT AUS PESCHIERA 20.9.1943 GESTORBEN 22.5.1945 DACHAU | Via Cavour 17 · | Attilio Emilio Mena |

### Brescia
In Brescia wurden achtzehn Stolpersteine verlegt. Siehe Liste der Stolpersteine in Brescia.

### Calvagese della Riviera
In Calvagese della Riviera wurden zwei Stolpersteine verlegt.
| Stolperstein | Übersetzung                                                                                            | Verlegeort                                                          | Name, Leben      |
| ------------ | --- | ------------------------------------------------------------------- | ---------------- |
|              | HIER WOHNTE ASSALONNE NATAN GEBOREN 1891 VERHAFTET 12.12.1943 DEPORTIERT AUSCHWITZ ERMORDET            | Calvagese della Riviera, Località Basse, Mocasina, Via Ugo de Zinis | Assalone Natan   |
|              | HIER WOHNTE RAOUL ELIA NATAN GEBOREN 1904 VERHAFTET 12.12.1943 DEPORTIERT AUSCHWITZ ERMORDET 16.5.1944 | Calvagese della Riviera, Località Basse, Mocasina, Via Ugo de Zinis | Raoul Elia Natan |

### Cevo
In Cevo wurden drei Stolpersteine an drei Adressen verlegt.
| Stolperstein | Übersetzung | Verlegeort                | Name, Leben                         |
| ------------ | --- | ------------------------- | ----------------------------------- |
|              | HIER WOHNTE INNOCENZO GOZZI GEBOREN 1877 VERHAFTET 10.5.1944 DEPORTIERT MAUTHAUSEN ERMORDET 15.11.1944                                           | Via Trento, 8 Cevo        | Innocenzo Gozzi (1877–1944)         |
|              | HIER WOHNTE GIOVANNI BATTISTA MATTI GEBOREN 1893 VERHAFTET 9.5.1944 DEPORTIERT 1944 MAUTHAUSEN GROSSRAMING, REDEL-ZIPF GESTORBEN 21.5.1944 GUSEN | Via San Vigilio, 124 Cevo | Giovanni Battista Matti (1893–1944) |
|              | HIER WOHNTE FRANCESCO VINCENTI GEBOREN 1887 VERHAFTET 11.5.1944 DEPORTIERT MAUTHAUSEN ERMORDET 31.12.1944 MELK                                   | Via Fiume, 2 Cevo         | Francesco Vincenti (1887–1944)      |

### Collebeato
In Collebeato wurde ein Stolperstein verlegt.
| Stolperstein | Übersetzung | Verlegeort              | Name, Leben                 |
| ------------ | --- | ----------------------- | --------------------------- |
|              | HIER WOHNTE ENRICO BROGNOLI GEBOREN 1923 VERHAFTET AUS POLITISCHEN GRÜNDEN DEZEMBER 1943 DEPORTIERT BUCHENWALD ERMORDET 7.4.1945 | Via Roma, 10 Collebeato | Enrico Brognoli (1923–1945) |

### Gardasee
In Gardone Riviera, Salò, Gavardo und Tignale, am Gardasee gelegen, wurden ebenfalls sieben Stolpersteine insgesamt verlegt. Siehe Liste der Stolpersteine am Gardasee.

### Gavardo
In Gavardo wurden zwei Stolpersteine verlegt.
| Stolperstein | Übersetzung                                                                                             | Verlegeort                             | Name, Leben    |
| ------------ | --- | -------------------------------------- | -------------- |
|              | HIER WOHNTE DAVIDE ARDITI JG. 1883 VERHAFTET 22.12.1943 DEPORTIERT AUSCHWITZ ERMORDET 26.2.1944         | Gavardo, Via Benecco 32 (Soprazocco) · | Davide Arditi  |
|              | HIER WOHNTE RIVKA JEROCHAN JG. 1910 VERHAFTET 22.12.1943 DEPORTIERT AUSCHWITZ ERMORDET UNBEKANNTEN ORTS | Gavardo, Via Benecco 32 (Soprazocco) · | Rivka Jerochan |

### Ghedi
In Ghedi wurden sechs Stolpersteine an fünf Adressen verlegt.
| Stolperstein | Übersetzung | Verlegeort                  | Name, Leben                    |
| ------------ | --- | --------------------------- | ------------------------------ |
|              | IN GHEDI WOHNTE SANTO BORGHETTI GEBOREN 1917 ITAL. MILITÄR-INTERNIERTER BERLIN ERMORDET 23.4.1945                   | Via XX Settembre, 130 Ghedi | Santo Borghetti (1917–1945)    |
|              | HIER WOHNTE DOMENICO CONTRATTI GEBOREN 1923 VERHAFTET 8.9.1943 MILITÄR-INTERNIERTER FALLINGBOSTEL ERMORDET 9.5.1944 | Via XXIV Maggio, 18 Ghedi   | Domenico Contratti (1923–1944) |
|              | HIER WOHNTE ANGELO DANDER GEBOREN 1908 MILITÄR-INTERNIERTER BERNHAUSEN ERMORDET 21.2.1945                           | Via Dante, 8/A Ghedi        | Angelo Dander (1908–1945)      |
|              | HIER WOHNTE ANGELO MOR GEBOREN 1911 VERHAFTET 8.9.1943 MILITÄR-INTERNIERTER WILHERING ERMORDET 4.5.1945             | Via Dante, 8/A Ghedi        | Angelo Mor (1911–1945)         |
|              | IN GHEDI WOHNTE MARTINO PASINI GEBOREN 1908 ITAL. MILITÄR-INTERNIERTER RHEINHAUSEN ERMORDET 25.3.1945               | Via Verdi, 52 Ghedi         | Martino Pasini (1908–1945)     |
|              | HIER WOHNTE FRANCESCO PRATINI GEBOREN 1907 VERHAFTET 8.9.1943 MILITÄR-INTERNIERTER MOSBACH UMGEKOMMEN 17.6.1945     | Via Verdi, 23 Ghedi         | Francesco Pratini (1907–1945)  |

### Palazzolo sull’Oglio
In Palazzolo sull’Oglio wurde zehn Stolpersteine an zehn Adressen verlegt.
| Stolperstein | Übersetzung | Verlegeort                                            | Name, Leben          |
| ------------ | --- | ----------------------------------------------------- | -------------------- |
|              | HIER WOHNTE ANGELO BELOTTI JG. 1913 MILITÄRGEFANGENER VERHAFTET 8.9.1943 ERMORDET 16.1.1945 OSNABRÜCK            | Via Ponte Fusia 2                                     | Angelo Belotti       |
|              | HIER WOHNTE CELESTINO BOLIS JG. 1922 MILITÄRGEFANGENER VERHAFTET 8.9.1943 ERMORDET 10.5.1944                     | Via Lancini 37                                        | Celestino Bolis      |
|              | HIER WOHNTE REMO DEL TON JG. 1924 MILITÄRGEFANGENER VERHAFTET 8.9.1943 ERMORDET 8.4.1944 FALLINGBOSTEL           | Via Mura 73                                           | Remo Del Ton         |
|              | HIER WOHNTE BATTISTA FUMAGALLI JG. 1923 MILITÄRGEFANGENER VERHAFTET 8.9.1943 ERMORDET 16.9.1944 HOFFMANNSTHAL    | Via Raspina 45                                        | Battista Fumagalli   |
|              | HIER WOHNTE FRANCESCO GIOVANESSI JG. 1924 MILITÄRGEFANGENER VERHAFTET 8.9.1943 ERMORDET 17.1.1944 SANDBOSTEL     | Via Zanardelli                                        | Francesco Giovanessi |
|              | HIER WOHNTE MARIO GUARIENTI JG. 1924 MILITÄRGEFANGENER VERHAFTET 8.9.1943 ERMORDET 16.5.1945 LÜBECK              | Via Gianbattista Sufflico 7                           | Mario Guarienti      |
|              | HIER WOHNTE CARLO MARELLA JG. 1924 MILITÄRGEFANGENER VERHAFTET 8.9.1943 ERMORDET 17.2.1944 WARSCHAU              | Cascina Gonzere                                       | Carlo Marella        |
|              | HIER WURDE VERHAFTET 4.2.1944 AMELIO REGGIO JG. 1924 INTERNIERT IN FOSSOLI SCHICKSAL UNBEKANNT                   | Via Marconi 100 am Bahnsteig der Stazione Ferroviaria | Amelio Reggio        |
|              | HIER WOHNTE MARIO RUGGERI JG. 1924 MILITÄRGEFANGENER VERHAFTET 8.9.1943 ERMORDET 13.1.1945 SCHAUSSEE             | Piazza Roma 21 vormals Hausnummer 17                  | Mario Ruggeri        |
|              | HIER WURDE VERHAFTET 3.12.1943 RENZO SACERDOTI JG. 1885 INTERNIERT IN FOSSOLI DEPORTIERT 1944 AUSCHWITZ ERMORDET | Piazza Vincenzo Rosa                                  | Renzo Sacerdoti      |

### Sarezzo
In Sarezzo wurden sechs Stolpersteine an vier Adressen verlegt.
| Stolperstein | Übersetzung | Verlegeort                | Name, Leben                 |
| ------------ | --- | ------------------------- | --------------------------- |
|              | HIER WOHNTE SPARTACO BELLERI JG. 1920 VERHAFTET AUS POLITISCHEN GRÜNDEN 7.11.1944 DEPORTIERT MAUTHAUSEN ERMORDET 15.3.1945                     | Via Marconi 3             | Spartaco Belleri            |
|              | HIER WOHNTE GIOVANNI COLOSIO JG. 1921 INTERNIERT ALS MILITÄRANGEHÖRIGER VERHAFTET IN GRIECHENLAND ERMORDET 9.4.1945 ZWATEWN IN JENA            | Piazza Cesare Battisti 18 | Giovanni Colosio            |
|              | HIER WOHNTE ANTONIO PEDERGNAGA JG. 1918 INTERNIERT ALS MILITÄRANGEHÖRIGER VERHAFTET IN SAN CANDIDO ERMORDET 9.5.1944 LEIPZIG                   | Via Nord 26               | Antonio Battista Pedergnaga |
|              | HIER WOHNTE MARIO POZZI JG. 1921 VERHAFTET AUS POLITISCHEN GRÜNDEN 7.11.1944 DEPORTIERT MAUTHAUSEN MELK ERMORDET 24.3.1945                     | Via Dante Alighieri 150   | Mario Pozzi                 |
|              | HIER WOHNTE PIETRO VITTORIO POZZI JG. 1892 VERHAFTET AUS POLITISCHEN GRÜNDEN 7.11.1944 DEPORTIERT MAUTHAUSEN MELK ERMORDET 11.3.1945           | Via Dante Alighieri 150   | Pietro Vittorio Pozzi       |
|              | HIER WOHNTE RODOLFO LUIGI POZZI JG. 1900 VERHAFTET AUS POLITISCHEN GRÜNDEN 7.11.1944 DEPORTIERT MAUTHAUSEN/GUSEN MAUTHAUSEN ERMORDET 15.3.1945 | Via Dante Alighieri 150   | Rodolfo Luigi Pozzi         |

## Verlegedaten
Die Stolpersteine in diesen Kommunen wurden von Gunter Demnig persönlich an folgenden Tagen verlegt:
- 11. Januar 2014: Sarezzo
- 12. Januar 2015: Gavardo
- 12. Januar 2015: Adro[3]
- 18. Januar 2016: Palazzolo sull’Oglio[4]
- 23. November 2017: Collebeato
- 27. Januar 2019: Calvagese della Riviera
- 17. Januar 2020: Cevo, Ghedi